# 麥嘉莉
麥嘉莉（MAK Ka Lei，1985年5月12日—），澳門女子羽毛球運動員。

## 簡歷
2010年11月，麥嘉莉代表中國澳門出戰廣州亞運會，參加羽毛球比賽的女子單打、雙打（夥拍：龍瑩）及團體項目。

## 主要比賽成績
- 2007年

全澳羽毛球公開賽 女雙 第2名
全澳羽毛球團體賽 女子組 第2名
- 2008年

全澳羽毛球公開賽 女單 第1名
全澳羽毛球公開賽 女雙及混雙 第2名
全澳羽毛球團體賽 女子組 第1名
澳門羽毛球公開賽 女雙 前16名

## 外部連結
- 澳門傑出運動員2009 提名運動員明細（页面存档备份，存于）